# Supergrup del granat
El supergrup del granat és un grup de minerals de fórmula general X₃Z₂(TO₄)₃, on:
- X = Ca, Fe, etc.
- Z = Al, Cr, etc.
- T = Si, As, V, etc.

És un grup de nesosilicats cúbics i pseudocúbics, arsenats, vanadats i altres membres amb grups TO₄, on T pot ser Al, Fe3+ o Zn. La nomenclatura actual va ser establerta l'any 2013.
El supergrup del granat està format per cinc grups: grup de la berzeliïta, grup de la bitikleïta, grup del granat, grup de la henritermierita i grup de la schorlomita; i per deu espècies més no classificades en cap d'aquests grups: blythita, criolitionita, katoïta, khoharita, monteneveïta, nikmelnikovita, priscillagrewita-(Y), skiagita, xuïta i yafsoanita.